# Дефіцит товарів та послуг
Дефіци́т това́рів та по́слуг (лат. deficit — «не вистачає») в економіці — перевищення попиту над пропозицією. Дефіцит засвідчує про розбіжність між попитом та пропозицією та відсутність рівноважної ціни.
На макроекономічному рівні дефіцит товарів та послуг характеризує певний стан кон'юнктури ринку, коли платоспроможний попит перевищує пропозицію при фіксованому рівні ціни. На мікроекономічному рівні, рівні ринків, їх сегментів, окремих гравців (суб'єктів господарської діяльності) дефіцит може мати штучний та локальний характер. Причинами можуть бути:
- розраховані маркетингові дії для підігрівання попиту;
- прорахунки в управлінні запасами.